# Äkeżan Każygeldin
Äkeżan Magżanuły Każygeldin (kaz. Әкежан Мағжанұлы Қажыгелдин; ros. Акежан Магжанович Кажегельдин, Akeżan Magżanowicz Każegeldin; ur. 27 marca 1952 w Gieorgijewce) – kazachski polityk i biznesmen, premier Kazachstanu od 12 października 1994 do 10 października 1997.